# CJ CheilJedang
CJ CheilJedang (korejština: 씨제이제일제당) je jihokorejská potravinářská společnost se sídlem v Soulu, která vyrábí potravinové přísady, potraviny, léčiva a biotechnologie. Mezi její značky patří Beksul, Bibigo, CJ Hat Kimchi, DASIDA, Haechandle a Kahiki.